# Naloty na Pragę

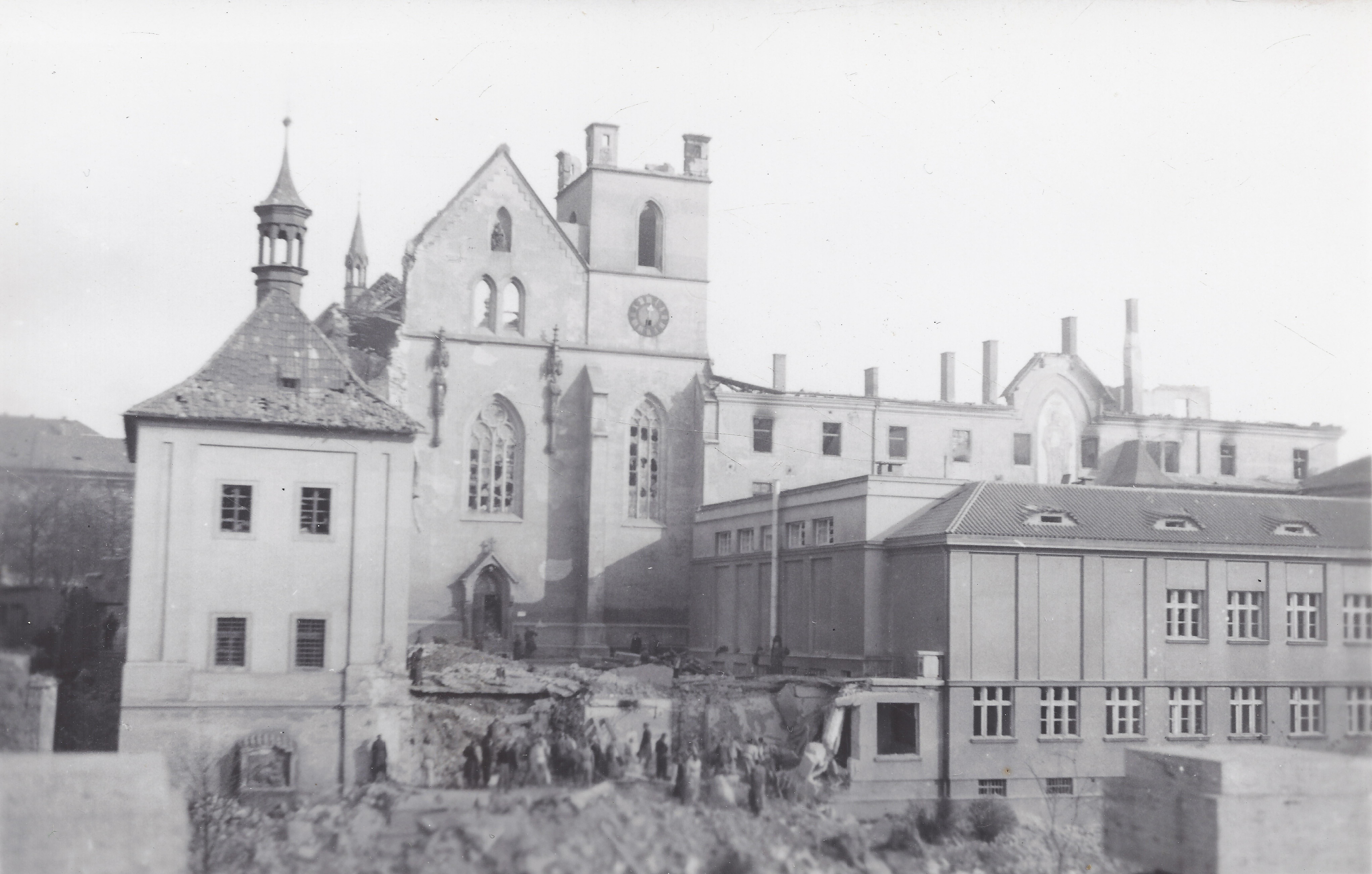
Klasztor Emaus po bombardowaniu 14 lutego 1945 roku

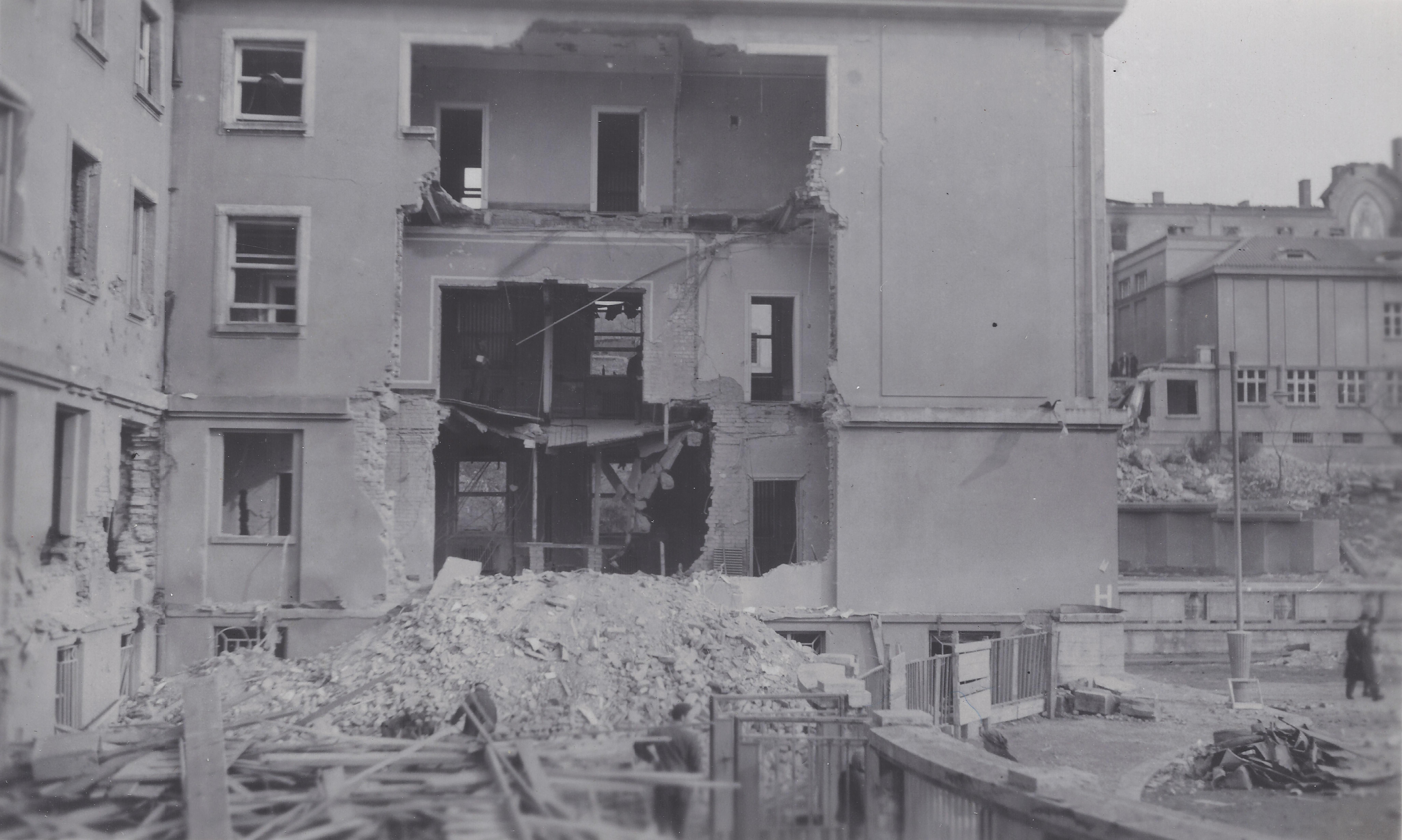
Zniszczony budynek ministerstwa opieki społecznej po bombardowaniu 14 lutego 1945 roku

Naloty na Pragę – amerykańskie ataki lotnicze na Pragę, będącą w czasie II wojny światowej stolicą Protektoratu Czech i Moraw.

## Naloty

### Pierwszy nalot
Pierwszym atakiem amerykańskiego lotnictwa na Pragę było zbombardowanie przez 2 samoloty 15 listopada 1944 roku elektrowni miejskiej w dzielnicy Holešovice.

### Drugi nalot
W środę popielcową 14 lutego 1945 roku nastąpił drugi nalot, będący największym i najtragiczniejszym z amerykańskich ataków na Pragę. Podczas niego 62 samoloty B-17 Flying Fortress z podległej Eighth Air Force 398. grupy bombowców zrzuciły 152 tony bomb na gęsto zaludnione dzielnice Pragi: Wyszehrad, Zlíchov, Plac Karola, Nusle, Vinohrady, Vršovice, Pankrác, Radlice i Smíchov. Pierwsze bomby spadły o godzinie 12.24 na Radlice oraz na znajdującą się w Smíchovie lokalną stację kolejową. Później bombardowania koncentrowały się na obszarze wzdłuż torów kolejowych od Smíchova do Vršovic, w pobliżu głównego dworca kolejowego, a także na Placu Karola, na który spadło najwięcej bomb ze wszystkich dotkniętych atakiem dzielnic. Tuż po nalocie doliczono się 413 osób zabitych i 1455 rannych, zaś 88 osób uznano za zaginione. Bez dachu nad głową zostało 11 tysięcy mieszkańców Pragi. Po zakończeniu II wojny światowej liczba zabitych została ostatecznie określona na 701, zaś liczba rannych na 1184. W wyniku bombardowań ucierpiało ponad 2 tysiące budynków, z czego 93 uległy całkowitemu zniszczeniu, zaś 190 zostało poważnie uszkodzonych. Destrukcji uległy historyczne zabytki tj. Klasztor Emaus, Dom Fausta, Synagoga Winogradzka i Most Palackiego, ponadto zniszczony został również szpital uniwersytecki w Vinohradach, szpital na Placu Karola i tylne skrzydło Domu Narodowego. W wyniku pożaru po bombardowaniu spłonęły pracownie Teatru Narodowego, w których znajdowało się 30 tysięcy dekoracji teatralnych z lat 1880–1943. W nalocie nie ucierpiała natomiast żadna fabryka, w której produkcja była przeznaczona na potrzeby władz okupacyjnych. W późniejszych latach na miejscu wielu zniszczonych domów wybudowano nowe budynki, takie jak np. reprezentujący modernistyczną architekturę Tańczący dom.

### Trzeci nalot
25 marca 1945 roku nastąpił trzeci, ostatni atak amerykańskiego lotnictwa na Pragę. Celami bombardowania były mające status obiektów strategicznych fabryki w dzielnicach Libeň i Vysočany, a także lotniska w dzielnicach Kbely, Letňany i Čakovice. W tym nalocie zginęło 235 osób, natomiast 417 zostało rannych. Przypuszczalnym powodem bombardowania miało być udaremnienie produkcji cyklotronu do niemieckiej bomby atomowej przez zakład Marconi Radioslavia w Vysočanach.

## Kontrowersje
Drugi nalot na Pragę wzbudza do dziś duże kontrowersje. Amerykańscy piloci, którzy wzięli udział w nalocie, twierdzili w późniejszych latach, że był on wynikiem pomylenia Pragi z Dreznem. Jego powodem miała być panująca wtedy zła pogoda z dużym zachmurzeniem, co przekładało się na bardzo słabą widoczność. Ponadto system naprowadzania radarowego uległ awarii, a boczny wiatr, którego prędkość wynosiła do 100 mil na godzinę, spowodował, że samoloty 398. grupy bombowców zboczyły z zaplanowanej trasy o około 65 mil. Praga, którą słabo widzieli, wydawała im się podobna do Drezna ze względu na swoje położenie, obiekty kolejowe i dzielnice mieszkalne, zaś płynąca przez nią z południa na wschód rzeka Wełtawa przypominała im wyglądem przepływającą przez Drezno Łabę. Dowódca ich grupy, pułkownik Lewis P. Ensign, miał dać rozkaz ataku pomimo wątpliwości niektórych nawigatorów. Jeden ze świadków bombardowania nie potwierdził jednak wersji o rzekomo panującej w dniu ataku złej pogodzie – wedle jego relacji świeciło wtedy słońce, zaś niebo było bezchmurne, co sprawiło, że widział bez przeszkód samoloty latające nad miastem. Amerykańscy piloci wielokrotnie wyrażali żal z powodu pomyłki, a część z nich przeprosiła osobiście krewnych ofiar. Zawsze przy tym twierdzili, że miastem, które zamierzali zniszczyć, było Drezno.
Według historyka Jiříego Rajlicha z Wojskowego Instytutu Historycznego w Pradze atak z 14 lutego 1945 roku rzeczywiście był pomyłką, gdyż amerykańskie lotnictwo nie miało w planach zbombardowania Pragi. Jego wysiłek skoncentrowany był na Dreźnie, w którym miało przeprowadzić nalot na stację rozrządową. Operacja ta miała być kontynuacją alianckich ataków na to niemieckie miasto, zapoczątkowanych poprzedniego dnia przez lotnictwo brytyjskie. Zdaniem Rajlicha do pomyłki doszło z powodu niekorzystnych warunków pogodowych, a także wyłączenia przez głównego nawigatora grupy pokładowego radaru, dzięki któremu można było zidentyfikować cel przy złej widoczności. Sam główny nawigator 398. grupy bombowców, Harold Brown, po latach wspominał, że plan lotu od początku był niewykonalny ze względu na silne wiatry, zaś po utracie radaru, minięciu wielu punktów orientacyjnych i niemożności znalezienia celu na kawałku mapy, którym się posługiwał, dostrzegł na krańcu dużego miasta most i usłyszał od kogoś z grupy, że trzeba zrzucać bomby wszędzie.
Istnieje również przypuszczenie, zgodnie z którym Praga została wcześniej wyznaczona jako tzw. cel okazjonalny, co było częstą praktyką w przypadku niemożności zrealizowania ataku na cel główny. Potwierdzać to mają widoczne na mapie podobieństwa w punktach orientacyjnych, a także w układzie linii kolejowych łączących Pragę i Drezno.
O tragicznych skutkach ataku przesądził zły stan niemieckiego lotnictwa, które miało za zadanie bronić strategicznych celów przed nalotami, a także fakt, iż większość praskich strażaków wyjechała pomagać zaatakowanemu dzień wcześniej Dreznu. Sam atak był zaskoczeniem dla wszystkich mieszkańców miasta. Na krótko przed nim rozległy się dźwięki syren ostrzegawczych, lecz prażanie nie potraktowali ich poważnie z powodu częstego występowania takich alarmów. Samoloty alianckich sił powietrznych często przelatywały nad Pragą i nigdy wcześniej nie atakowały terytorium Protektoratu. Ich celem zawsze były Niemcy. Z tego powodu wielu mieszkańców Pragi przyzwyczajonych do dźwięków syren nie chciało ukryć się w schronach.

## Wykorzystanie w propagandzie
Atak na Pragę z 14 lutego 1945 roku był wykorzystywany w celach propagandowych. Na zorganizowanej kilka dni później ceremonii pogrzebowej ofiar nalotu przewodniczący rządu Protektoratu Richard Bienert w swej przemowie określił atak jako terrorystyczny i wskazywał na potrzebę okazania lojalności wobec III Rzeszy. Także inni kolaborujący z rządem nazistowskim czescy oficjele wykorzystywali nalot, aby podkreślić znaczenie ochrony i kierownictwa III Rzeszy nad Protektoratem, a także osłabić znaczenie rządu emigracyjnego w Londynie. Po II wojnie światowej również czechosłowackie władze komunistyczne wykorzystywały fakt amerykańskiego bombardowania Pragi na użytek propagandy.